# Ladovica
Ladovica (izvirno srbsko Ладовица) je naselje v Srbiji, ki upravno spada pod Občino Vlasotince; slednja pa je del Jablaniškega upravnega okraja.

## Demografija
V naselju živi 726 polnoletnih prebivalcev, pri čemer je njihova povprečna starost 41,5 let (40,0 pri moških in 43,1 pri ženskah). Naselje ima 243 gospodinjstev, pri čemer je povprečno število članov na gospodinjstvo 3,72.
To naselje je, glede na rezultate popisa iz leta 2002, večinoma srbsko.
|  |

| Demografija | Demografija     | Demografija     |
| Leto        | Št. prebivalcev | Št. prebivalcev |
| ----------- | --------------- | --------------- |
|             |                 |                 |
|             |                 |                 |
|             |                 |                 |
|             |                 |                 |
| 1948        | 1085            |                 |
| 1953        | 1133            |                 |
| 1961        | 1069            |                 |
| 1971        | 1010            |                 |
| 1981        | 1018            |                 |
| 1991        | 974             | 959             |
| 2002        | 925             | 904             |
|             |                 |                 |

| Etnična sestava po popisu iz leta 2002 | Etnična sestava po popisu iz leta 2002 | Etnična sestava po popisu iz leta 2002 | Etnična sestava po popisu iz leta 2002 | Etnična sestava po popisu iz leta 2002 |
| -------------------------------------- | -------------------------------------- | -------------------------------------- | -------------------------------------- | -------------------------------------- |
| Srbi                                   | Srbi                                   |                                        | 900                                    | 99,55%                                 |
| Makedonci                              | Makedonci                              |                                        | 2                                      | 0,22%                                  |
| Neznano                                | Neznano                                |                                        | 1                                      | 0,11%                                  |